# Corsica nazione indipendente
Ne doit pas être confondu avec Corsica Nazione.
Corsica Nazione Indipendente (littéralement, « Corse Nation indépendante », aussi connu sous le sigle CNI) est un parti politique qui se réclame du nationalisme corse, fondé en 2004 à partir d'Indipendenza.
Il a fusionné avec U Rinnovu Naziunale, l'Accolta Naziunale Corsa, le  Partitu Sucialistu per l'Indipendenza (formé le 25 février 2004 par le syndicaliste Jean-Noël Paoli) et le mouvement Strada Dritta de Paul Quastana, ancien élu de Corsica Nazione au coeur des négociati pour former le parti Corsica Libera (CL) en 2009.

## Sociétés satellites
Dans les années 2000, trois sociétés sont réputées proches du parti Corsica Nazione Indipendente (CNI) : AMC (Automatisme maintenance corse), Esse (Entreprise Sécurité Service Express, "esse" signifie aussi le verbe "être" en langue corse), et la CSG (Corsica Gardiennage Services).
Ces deux dernières furent créées en 1996 après la dissolution de Bastia Securita (RCS 339 332 983), une société de transport de fonds qui comptait parmi ses cadres, Charles Pieri et François Santoni, alors les deux chefs du FLNC-Canal Historique. À sa dissolution, la société se recrée sous la forme de deux sociétés : Esse, pour le transport de fonds, et Corsica Gardiennage Services, pour le gardiennage.
Deux de ces sociétés sont liquidées tour à tour : la CSG placé en liquidation judiciaire le 19 novembre 2007, l'AMC radié du RCS de Bastia le 20 mars 2008 après avoir fermé son siège social en 2004, tandis que l'Esse serait toujours active aujourd'hui ayant encore déposé ses comptes le 9 août 2023.
En 2001, l'Esse et l'AMC sont mis en cause par François Santoni, qui a quitté la Cuncolta depuis 1999, comme ayant joué un rôle comme appui logistique dans l'assassinat de Jean-Michel Rossi et Jean-Claude Fratacci (mise à disposition du véhicule de l'assassin). Une enquête judiciaire est alors ouverte mettant notamment en cause Jean-Martin Verdi du parti Indipendenza devenu CNI en 2004.